# Stan Fox (cầu thủ bóng đá)
William Stanley Fox (4 tháng 7 năm 1906 – 20 tháng 8 năm 1979) là một cầu thủ bóng đá người Anh.

## Sự nghiệp
Fox khởi đầu sự nghiệp với Sheffield United năm 1929. Sau khi không ra sân lần nào ở Giải vô địch cho câu lạc bộ, ông gia nhập Bury năm 1930. Ông gia nhập York City năm 1931. Sau khi rời câu lạc bộ, ông nhận trận đấu thêm trước Southport vào tháng 5 năm 1938.
Ông làm việc ở Cooke, Troughton & Sims và British Rail đến khi nghỉ việc năm 1971.